# Rees Stephens
Rees Stephens (Neath, 16 aprile 1922 – Swansea, 4 febbraio 1998) è stato un rugbista a 15 gallese che giocava come seconda o terza linea.
Il 18 gennaio 1947 giocò la sua prima partita per il Galles, scendendo in capo contro l'Inghilterra. Il suo ultimo incontro internazionale è invece del 23 marzo 1957, contro la Francia.
Nel 1950 ha inoltre preso parte al tour dei British and Irish Lions in Australia e Nuova Zelanda.
In totale ha disputato 32 partite per la nazionale, vincendo 5 Cinque Nazioni (1947, 1952, 1954, 1955, 1956) e facendo anche il Grande Slam nel 1952.